# Jessica Jones (televíziós sorozat)
A Jessica Jones 2015 és 2019 között vetített amerikai krimi–dráma websorozat, ami a Marvel Comics hasonló nevű karakterén alapul. A sorozat alkotója Melissa Rosenberg, a történet pedig a címszereplő magánnyomozó életét követi nyomon.
A főszerepekben Krysten Ritter, Rachael Taylor, Eka Darville, Carrie-Anne Moss és David Tennant láthatóak.
A sorozatot eredetileg Rosenberg fejlesztette ki az ABC számára 2010-ben, de a hálózat lemondott a sorozatról. 2013 végére Rosenberg AKA Jessica Jones névre keresztelte át a Netflix számára. New York városában forgatták, olyan területeken amelyek úgy néznek ki, mint a régi Hell’s Kitchen.
A sorozat első évada 2015. november 20-án, a második 2018. március 20-án, a harmadik, egyben az utolsó pedig 2019 június 14-én került fel a Netflixre.

## Cselekmény
Jessica Jones egy szupererővel rendelkező nő, akinek rövid szuperhős karrierje volt, amíg egy incidens során a gonosz Kilgrave miatt meg nem ölt valakit. Az eset után magánnyomozóvá válik. Amikor Kilgrave újra felbukkan, Jessicának fel kell állnia, hogy megállítsa őt.
A második évadban Jessica Jones felfedezi, hogy az édesanyja még mindig életben van a Karl Malus által végzett kísérletek miatt.
A harmadik évadban Jessica Jones szembeszáll Gregory Sallingerrel, egy ellenséggel, aki mindenáron be akarja bizonyítani, hogy ő egy csaló, valamint örökbefogadott húgából lett gyilkos igazságosztó Trish Walkerrel.

## Szereplők

### Főszereplők
| Szereplők                           | Színészek                                    | Magyar hang        | Magyar hang        | Leírás |
| Szereplők                           | Színészek                                    | Netflix            | M2                 | Leírás |
| ----------------------------------- | -------------------------------------------- | ------------------ | ------------------ | --- |
| Jessica Jones                       | Krysten Ritter                               | Bogdányi Titanilla | Trokán Nóra        | Egykori szuperhős, aki emberfeletti erővel és repülési képességekkel rendelkezik, poszttraumás stressz zavarban szenved, és saját nyomozóirodát nyit.                                                                   |
| Jessica Jones                       | Elizabeth Cappuccino (fiatal)                |                    | Györke Laura       | Egykori szuperhős, aki emberfeletti erővel és repülési képességekkel rendelkezik, poszttraumás stressz zavarban szenved, és saját nyomozóirodát nyit.                                                                   |
| Luke Cage                           | Mike Colter                                  | Király Attila      | Bognár Tamás       | Emberfeletti erővel és törhetetlen bőrrel rendelkező férfi, akinek titokzatos múltja van, és akivel Jones egy nyomozás során találkozik, és aki gyökeresen megváltoztatja az életét.                                    |
| Patricia "Trish" Walker / Pokolcica | Rachael Taylor                               | Csondor Kata       | Martinovics Dorina | Patsy néven ismert egykori modell és gyereksztár, Jones örökbefogadott nővére és legjobb barátja, és most rádiós műsorvezetőként dolgozik. Később önbíráskodó sorozatgyilkos lesz.                                      |
| Patricia "Trish" Walker / Pokolcica | Catherine Blades (fiatal)                    | Hermann Lilla      | Bartus Emese       | Patsy néven ismert egykori modell és gyereksztár, Jones örökbefogadott nővére és legjobb barátja, és most rádiós műsorvezetőként dolgozik. Később önbíráskodó sorozatgyilkos lesz.                                      |
| Will Simpson                        | Wil Traval                                   | Makranczi Zalán    | Varga Gábor        | New York-i rendőrőrmester, aki nagyon komolyan veszi a munkáját. Később Alisa Jones megölte. |
| Hope Shlottman                      | Erin Moriarty                                | Pekár Adrienn      | Antóci Dorottya    | A New York Egyetemen tanuló diáklány, aki az Alias Investigations ügyfele, miután szülei felbérelték Jessicát, hogy találja meg eltűnt lányukat.                                                                        |
| Malcolm Ducasse                     | Eka Darville                                 | Ember Márk         | Papp Endre         | Jones szomszédja, aki drogfüggőséggel küzd, aminek következtében az ő személyes útja összefonódik az övével. |
| Jeri Hogarth                        | Carrie-Anne Moss                             | Nagy-Kálózy Eszter | Nagy-Kálózy Eszter | Jones ügyvédje és potenciálisan befolyásos szövetségese, aki Jones-t alkalmazza ügyekben. |
| Kevin "Kilgrave" Thompson           | David Tennant                                | Rajkai Zoltán      | Görög László       | Titokzatos férfi Jones múltjából, aki képes irányítani az elméket, és akinek felbukkanása felforgatja az életét. |
| Kevin "Kilgrave" Thompson           | James Freedson-Jackson (fiatal)              |                    | Kretz Boldizsár    | Titokzatos férfi Jones múltjából, aki képes irányítani az elméket, és akinek felbukkanása felforgatja az életét. |
| Oscar Arocho                        | J. R. Ramirez                                |                    |                    | Új házfelügyelő Jones épületében, és egy egyedülálló apa, akinek a fia beleszeret Jonesba és az ő képességeibe. |
| Pryce Cheng                         | Terry Chen                                   |                    |                    | Rivális magánnyomozó |
| Inez Green                          | Leah Gibson                                  |                    |                    | Ápolónő |
| Alisa Jones                         | Miriam Shor (1. évad) Janet McTeer (2. évad) | Bertalan Ágnes     | Pap Katalin        | Jessica édesanyja, aki látszólag autóbalesetben halt meg, amikor Jessica fiatal volt. Később kiderült, hogy Karl Malus az IGH-tól megmentette az életét, és azóta minden IGH-val kapcsolatban álló személyt célba vesz. |
| Erik Gelden                         | Benjamin Walker                              |                    |                    | Szerencsejátékos empatikus szuper képességekkel. |
| Kith Lyonne                         | Sarita Choudhury                             |                    |                    | Peter Lyonne jogászprofesszor felesége és Jeri Hogarth egykori szeretője. |
| Gregory Sallinger                   | Jeremy Bobb                                  |                    |                    | Pszichopata gyilkos, aki magas intelligenciával rendelkezik, és szokatlan megszállottsággal akarja megölni Jessicát és a többi hatalommal rendelkező lényt.                                                             |
| Zaya Okonjo                         | Tiffany Mack                                 | Csuha Borbála      |                    | Hogarth alkalmazottja és Malcolm új barátnője. |

### Mellékszereplők
| Szereplő                 | Színész           | Magyar hang            | Leírás |
| ------------------------ | ----------------- | ---------------------- | --- |
| Pam                      | Susie Abromeit    | Kereki Anna            | Jeri Hogarth asszisztense és szeretője |
| Wendy Ross-Hogarth       | Robin Weigert     | Makay Andrea           | Orvos és Jeri Hogarth felesége, akitől Hogarth elválik.                                                                                                 |
| Ruben                    | Kieran Mulcare    | Molnár Levente         | Jones emeleti szomszédja és Robyn ikertestvére. Később Kilgrave agykontrollal öngyilkosságra kényszeríti.                                               |
| Oscar Clemons            | Clarke Peters     | Barbinek Péter         | A New York-i rendőrség nyomozója a 15. körzetben. Később Will Simpson megöli, hogy megakadályozza, hogy a rendőrséget is bevonja Kilgrave keresésébe.   |
| Robyn                    | Colby Minifie     | Tamási Nikolett        | Jones emeleti szomszédja és Ruben ikertestvére.. |
| Dorothy Walker           | Rebecca De Mornay | Tallós Rita            | Trish Walker bántalmazó anyja és tehetségkutató ügynök, aki Jessica nevelőanyja lett, amikor Jessica még fiatal volt. Később Gregory Sallinger megölte. |
| Steven Benowitz          | Maury Ginsberg    | Kassai Károly          | A Hogarth Chao & Benowitz egyik vezető ügyvédje. |
| Ruth Sunday              | Lisa Tharps       | Kocsis Mariann         | Eddie Costa nyomozó társa. Meghalt, amikor Alisa vele együtt kiesett az ablakon.                                                                        |
| Brett Mahoney            | Royce Johnson     | Horváth-Töreki Gergely | Őrmester a New York-i rendőrség 15. körzetében. |
| Claire Temple            | Rosario Dawson    | Pikali Gerda           | Ápolónő Hell's Kitchenben |
| Franklin "Foggy" Nelson  | Elden Henson      | Hamvas Dániel          | A Hogarth, Chao & Benowitz ügyvédje |
| Roy Healy                | Joseph Ragno      | Forgács Gábor          | Cage-nek dolgozó csapos. |
| Brian Jones              | James Colby       | Holl Nándor            | Jessica édesapja, aki fiatalon autóbalesetben meghalt.                                                                                                  |
| Robert Coleman / Whizzer | Jay Klaitz        | Elek Ferenc            | Az IGH alanya, aki szupersebességgel rendelkezik. |

### Magyar változat
M2
- Magyar szöveg: Petőcz István
- Hangmérnök: Gábor Dániel
- Vágó: Székely Daniella
- Gyártásvezető: Kincses Tamás
- Szinkronrendező: Stern Dániel

A szinkront az MTVA megbízásából a Mafilm Audio Kft. készítette.
Netflix
- Magyar szöveg: Vajda Evelin
- Szinkronrendező: Szalay Csongor

A szinkront a Direct Dub Studios készítette.

## Epizódok
| Évad | Évad | Epizódok | Eredeti sugárzás   | Eredeti sugárzás   | Eredeti adó      | Magyar sugárzás  | Magyar sugárzás | Magyar adó |
| Évad | Évad | Epizódok | Évadpremier        | Évadfinálé         | Eredeti adó      | Évadpremier      | Évadfinálé      | Magyar adó |
| ---- | ---- | -------- | ------------------ | ------------------ | ---------------- | ---------------- | --------------- | ---------- |
|      | 1.   | 13       | 2015. november 20. | 2015. november 20. |                  | 2016. január 6.  | 2016. január 6. |            |
|      | 2.   | 13       | 2018. március 8.   | 2018. március 8.   | 2018. március 8. | 2018. március 8. |                 |            |
|      | 3.   | 13       | 2019. június 14.   | 2019. június 14.   | 2019. június 14. | 2019. június 14. |                 |            |

### 1. évad (2015)
| Sor. | Év. | Cím                                                       | Rendező            | Író                                | Premier                            |
| --- | --- | --------------------------------------------------------- | ------------------ | ---------------------------------- | ---------------------------------- |
| 1. | 1.  | Avagy: A csajos este (AKA Ladies Night)                   | S. J. Clarkson     | Melissa Rosenberg                  | 2015. november 20. 2016. január 6. |
| Jessica Jones, az emberfeletti erővel "megáldott" alkoholista magánnyomozó idézést ad át Gregory Spheeris sztriptízbár-tulajdonosnak Jeri Hogarth nevében (aki felesége, Dr. Wendy Ross-Hogarth háta mögött viszonyt folytat asszisztensével, Pammel), és közben felfedi képességeit. Miközben nem dolgozik, Jones kémkedik Luke Cage, egy bártulajdonos után, aki meglátja, hogy a lány benéz a bárjába, és "Hölgyek éjszakája" akció keretében ingyen alkoholt kínál neki, ami oda vezet, hogy a két ember lefekszik egymással. A lány feldúltan távozik, miután meglát egy női fotót a fürdőszobájában. Jonest Barbara és Bob Shlottman keresi fel, miután lányuk, Hope másképp kezdett viselkedni, és eltűnt. Jones rájön, hogy Hope Kilgrave-val van, egy agykontroll képességekkel rendelkező férfival, aki egykoron irányította Jonest, ami miatt poszttraumás stressz szindrómával küzdött, és akiről azt hitte, hogy meghalt. Jones menekülni akar, de barátja és nevelőtestvére, Trish Walker meggyőzi, hogy segítsen Hope-nak. Jones megtalálja Hope-ot, de Kilgrave még mindig hatalmában tartja, és megöli a szüleit.                                                                                            |     |                                                           |                    |                                    |                                    |
| 2. | 2.  | Avagy: A fellángolás-szindróma (AKA Crush Syndrome)       | S. J. Clarkson     | Micah Schraft                      | 2015. november 20. 2016. január 6. |
| Jones után Oscar Clemons nyomoz, aki felfedezi a Cage-ről készült fényképeket. Jones azt hazudja Cage-nek, hogy egy nő férje bérelte fel, akivel Cage lefeküdt. Cage, mivel nem tudta, hogy a nő házas, szembesíti a nőt ezzel, és amikor a nő a férjéhez megy, az egy csoporttal megtámadja Cage-et. Jones segít visszaverni a férfiakat, és megtudja, hogy Cage törhetetlen bőrrel van megáldva. Hogarth beleegyezik, hogy Hope-ot képviselje, ha Jones be tudja bizonyítani, hogy Kilgrave létezik. Jones emlékszik, hogy otthagyta Kilgrave-ot meghalni, miután elütötte egy busz, és most felkutatja a mentősofőrt, aki felvette őt. A sofőr mindkét veséjét Kilgrave-nek adományozta, és most dialízisre szorul. Jones megtalálja az operáló orvost, aki névtelenül adományozta a dialízisgépet. Beleegyezik, hogy tanúskodik Hope mellett, és elárulja, hogy érzéstelenítés nélkül operálta Kilgrave-ot, mivel az blokkolta volna Kilgrave képességeit. Amikor Hogarth találkozik Hoppal, az elárulja, hogy Jones is Kilgrave irányítása alatt állt egykor. |     |                                                           |                    |                                    |                                    |
| 3. | 3.  | Avagy: Whiskey a neve (AKA It's Called Whiskey)           | David Petrarca     | Liz Friedman & Scott Reynolds      | 2015. november 20. 2016. január 6. |
| Jones és Cage összekötik erejüket, miközben Jones egy sebészeti érzéstelenítőt is felkutat, amellyel le tudja győzni Kilgrave-ot. Hogarth, aki már elvált Wendytől (aki felfedezte a viszonyt), és Kurata tanúvallomása ellenére sem hajlandó kockáztatni magát és a hírnevét, megszervezi, hogy Walker élőben interjút készítsen Hoppal Kilgrave-ről a rádió talk show-jában. Walker arra kéri, hogy bárki, aki úgy gondolja, hogy Kilgrave megkörnyékezte vagy irányította, lépjen kapcsolatba Hogarth-tal, majd nyilvánosan sértegeti Kilgrave-ot az adásban. Kilgrave feldühödve elküldi Will Simpson rendőr őrmestert, hogy ölje meg Walkert, Jonesnak pedig altatót kell használnia Walkeren, hogy meggyőzze Simpsont arról, hogy végrehajtotta a parancsát. Jones követi Simpsont vissza Kilgrave-hoz, aki megparancsolja Simpsonnak, hogy sétáljon le az erkélyről. Jones ismét meggyőzi Simpsont arról, hogy végrehajtotta ezt a parancsot, azzal, hogy kiüti, és leviszi a lenti utcára, majd ébredés közben elmondja neki, hogy elkapta. Átkutatva a házat, amelyet Kilgrave elfoglalt, Jones felfedez egy szobát, amely tele van róla készült fényképekkel.                                                       |     |                                                           |                    |                                    |                                    |
| 4. | 4.  | Avagy: 99 barát (AKA 99 Friends)                          | David Petrarca     | Hilly Hicks, Jr.                   | 2015. november 20. 2016. január 6. |
| Jones elfogad egy ügyet Audrey Eastman ékszertervezőtől, aki bizonyítékot keres arra, hogy férje megcsalta. Jones követi Eastman férjét a barátnőjével való randevúra, csakhogy felfedezi Eastman csapdáját, aki a tehetséges embereket hibáztatja az édesanyja "incidens" során bekövetkezett haláláért, és aki Spheeris-től értesült Jones képességeiről. A saját szülei halálát felidéző Jones feldühödve meggyőzi Eastmanékat, hogy hagyják őt békén az erejének bemutatásával és egy blöffel a városban élő többi tehetséges ember számáról. Hogarth és Jones nagyszámú olyan embert kérdeznek ki, akik azt állítják, hogy Kilgrave irányította őket, és támogató csoportot alakítanak azok számára, akiket jogosan érintett. Simpson megpróbál bocsánatot kérni a megrémült Walkertől a Kilgrave irányítása alatt elkövetett tettei miatt; az élmény végül összekovácsolja őket. Jones a Simpson által biztosított megfigyelési felvételek és a Kilgrave támogató csoport által felajánlott nyomok segítségével megtudja, hogy a Kilgrave számára kémkedő fotós a drogfüggő szomszédja, Malcolm Ducasse |     |                                                           |                    |                                    |                                    |
| 5. | 5.  | Avagy: A szendvics megmentett (AKA The Sandwich Saved Me) | Stephen Surjik     | Dana Baratta                       | 2015. november 20. 2016. január 6. |
| Jones felidézi rövid szuperhősként eltöltött idejét, miközben azon vitatkozik, hogy megmentse-e Ducasse-t, vagy felhasználja őt Kilgrave felkutatására. Walker és Simpson romantikus kapcsolatba kezdenek, Jones pedig vonakodva engedi, hogy segítsen neki a Kilgrave elfogására irányuló összeesküvésben. Simpson a volt különleges műveleti képességekkel és kapcsolatokkal látja el, beleértve a hozzáférést egy hermetikusan lezárt helyiséghez, amelyben Kilgrave-ot lehetne tartani, amint az érzéstelenítő hatása elmúlik. Követik Ducasse-t a Kilgrave-val való napi találkozójára, ahol Jonesról készült fényképeket cserélnek drogokra, amelyeknek Kilgrave kényszerítette Ducasse-t, hogy függővé váljon, hogy még akkor is engedelmeskedjen Kilgrave-nak, amikor az ereje elmúlik, körülbelül 12 óra kapcsolat nélkül. Simpson lelövi Kilgrave-ot az érzéstelenítővel; Jones nem engedi, hogy megölje Kilgrave-ot, hogy felhasználhassák Shlottman ártatlanságának bizonyítására. Jones elviszi Kilgrave-ot Walkerhez és a menekülő autóhoz, de felbérelt testőrök támadnak rájuk, akik az eszméletlen Kilgrave-val elmenekülnek. Jones ezután elhatározza, hogy segít Ducasse-nak legyőzni a függőségét.        |     |                                                           |                    |                                    |                                    |
| 6. | 6.  | Avagy: Győztes vagy! (AKA You're a Winner!)               | Stephen Surjik     | Edward Ricourt                     | 2015. november 20. 2016. január 6. |
| Kilgrave arra használja erejét, hogy megnyerjen egy pókerpartit, és a nyereményét Jones gyerekkori otthonának megvásárlására költi. Miután lefizette egy rabtársát, hogy verje meg, Shlottman bevallja Jonesnak, hogy terhes Kilgrave gyermekével, és megpróbált elvetélni. Jones abortusztablettát ad neki; Hogarth titokban el akarja venni a magzati maradványokat. Cage felbéreli Jonest, hogy segítsen megtalálni valakinek a testvérét, akinek bizonyítéka van Cage feleségének, Reva Connorsnak a halálával kapcsolatban. Connors utasítást hagyott Cage-nek, hogy találja meg az általa elrejtett dobozt, de az nem volt ott, amikor a férfi megkereste. Jones visszaemlékszik, hogy Connors vezette őket a dobozhoz, Jones pedig kiásta azt, mielőtt megölte volna Connors-t. Jones és Cage megtalálják az eltűnt testvért, és megkapják annak a buszsofőrnek az aktáját, aki véletlenül elütötte Kilgrave-ot (és aki Cage szerint Connors-t ütötte el). Látva, hogy a sofőr részeg volt, Cage bosszút akar állni. Jones közbelép, és bevallja, hogy Kilgrave kényszerítette őt Connors megölésére. Cage elmegy, képtelen megbocsátani neki, amiért eltitkolta az igazságot és intim kapcsolatra ösztökélte őt.      |     |                                                           |                    |                                    |                                    |
| 7. | 7.  | Avagy: A legnagyobb perverzek (AKA Top Shelf Perverts)    | Simon Cellan Jones | Jenna Reback & Micah Schraft       | 2015. november 20. 2016. január 6. |
| A részeg Jones, akit Hogarth arra kért, hogy győzze meg Wendyt, hogy írja alá a válási papírokat, a metróban megszólítja Wendyt, és majdnem megöli. Wendy nem hajlandó aláírni a papírokat. Ducasse visszasegíti Jonest a lakásába, ahol holtan találják szomszédját, Rubent. Tudatában annak, hogy Kilgrave-et hibáztatja, Jones kétségbeesett tervet eszel ki: bebörtönzi magát egy szupermax börtönbe, hogy amikor Kilgrave elkerülhetetlenül eljön érte, a képességeit a kamera rögzítse. Walkernek és Simpsonnak is megvan a saját terve, Simpson követi Kilgrave biztonsági embereit, bár Walkernek nem szól, amikor Jones régi házánál rájuk talál. Ducasse eltünteti Ruben holttestét, bár Jones megtalálja. Tervét végrehajtva Jones Ruben levágott fejével a rendőrségre megy, és bevallja a gyilkosságot. Feldolgozása megszakad, amikor Kilgrave átveszi az őrs irányítását, és szerelmet vall Jonesnak, mivel ő volt az első, aki ellenállt neki. Meghívja őt "haza", és Simpson később végignézi, ahogy Jones önként belép a házba Kilgrave-vel. |     |                                                           |                    |                                    |                                    |
| 8. | 8.  | Avagy: Mit tenne Jézus? (AKA WWJD?)                       | Simon Cellan Jones | Scott Reynolds                     | 2015. november 20. 2016. január 6. |
| Jones több napot tölt Kilgrave-vel. Bár a férfi elveszi a telefonját, hogy ne tudja rögzíteni, titokban Simpsontól kap, amikor rajtakapja, amint a férfi bomba elhelyezésére lopakodik a házba. Mivel nem hajlandó hagyni, hogy Kilgrave meghaljon, amíg Shlottman nem szabadul, Jones beszél Kilgrave-nek a bombáról. Kilgrave, hogy bebizonyítsa, hogy a természetét rákényszerítették, megmutat Jonesnak egy pendrive-ot (amit Connors rejtett el a dobozba), amely felvételeket tartalmaz arról, ahogy a szülei gyerekkorában kísérleteztek rajta, és ő végül parancsára leállította őket. Jones megmutatja Kilgrave-nak, hogy jót tud tenni a képességeivel, amikor meggyőzi őt, hogy mentsen meg több embert. Meglátogatja Walkert, és megkérdezi, hogy Kilgrave-vel maradjon-e, és próbálja-e meg a képességeit arra használni, hogy jóra változtassa a világot. Amikor Jones, tudván, hogy Kilgrave ártani fog néhány "szolgájának", ha nem tér vissza, visszamegy Kilgrave-hoz, ehelyett egy figyelemeltereléssel ártalmatlanná teszi, és elrepül vele. Ezután Simpson súlyosan megsérül a saját bombájától, amit Kilgrave hagyott neki.                                                                             |     |                                                           |                    |                                    |                                    |
| 9. | 9.  | Avagy: A bűnök bugyra (AKA Sin Bin)                       | John Dahl          | Jamie King & Dana Baratta          | 2015. november 20. 2016. január 6. |
| Walker Simpsonnal a kórházba száguld, ahol ragaszkodik ahhoz, hogy egy Dr. Kozlovhoz menjen, akit még a hadseregben szolgált őrmesterként. Kozlov ad neki néhány tablettát, és a sérülései csodával határos módon meggyógyulnak. Jones bebörtönzi Kilgrave-et a hermetikusan lezárt szobába, ahol addig akarja kínozni, amíg a kamera előtt fel nem fedezi a képességeit. Hogarth figyelmezteti, hogy ezzel elveszítenék az ügyüket a bíróságon, és hogy az ügyész 20 éves vádalkut ajánlott Shlottmannak, ha bűnösnek vallja magát. Jones meggyőzi Shlottmant, hogy ne fogadja el az alkut, és új tervet eszel ki. A Kilgrave kísérleteiről készült felvételekből Jones megtudja a szülei, Louise és Albert Thompson nevét, és a fényképek alapján rájön, hogy az anyja tagja a támogató csoportnak. Jones szembesíti őt és Albertet, és meggyőzi őket, hogy nézzenek szembe a fiukkal. Jones arra is kényszeríti Clemons-t, hogy tanúként szerepeljen. A cellában Kilgrave megbánást tanúsít, de Louise megpróbálja megölni őt, hogy ne bántson többé senkit, és a férfi ráveszi, hogy végezzen magával. Jones megmenti Albertet a hasonló sorstól, de Kilgrave megszökik.                                                  |     |                                                           |                    |                                    |                                    |
| 10. | 10. | Avagy: Ezer vágás (AKA 1,000 Cuts)                        | Rosemary Rodriguez | Dana Baratta & Micah Schraft       | 2015. november 20. 2016. január 6. |
| Kilgrave arra kényszeríti Hogarthot, hogy vigye el egy orvoshoz; a nő elmegy Wendyhez, remélve, hogy Kilgrave rákényszeríti, hogy írja alá a válási papírokat, de Kilgrave ehelyett azt parancsolja Wendynek, hogy bosszúból ezer vágással ölje meg Hogarthot. Pam megérkezik, és véletlenül megöli Wendyt, hogy megállítsa őt azzal, hogy fejbe vágja egy vázával. Thompson elárulja, hogy Kilgrave képességei egy vírus, amit ő szabadított fel, és hogy Jones véréből oltóanyagot lehetne készíteni, mivel úgy tűnik, Jones immunis lett Kilgrave befolyására. Simpson Kozlov drogjainak (amelyek fokozzák a harci teljesítményt és zsibbasztják a fájdalmat) hatása alatt érkezik a cellába, ahol Clemons őrzi a Kilgrave bebörtönzéséhez szükséges bizonyítékokat. Mivel ehelyett Kilgrave meg akarja ölni, Simpson megöli Clemons-t és megsemmisíti a bizonyítékot. Walkert Thompsonnal együtt találja meg, akinek nem sikerül létrehoznia a vakcinát, de a nő elküldi Simpsont, amikor látja, hogy mennyire labilis, és közben sikerül elvennie tőle néhány pirulát. Kilgrave kiszabadíttatja Shlottmant a börtönből, és elcseréli az apjára; Shlottman megöli magát, így Jones felszabadul, hogy megölje Kilgrave-ot. |     |                                                           |                    |                                    |                                    |
| 11. | 11. | Avagy: Le vagyok törve (AKA I've Got the Blues)           | Uta Briesewitz     | Scott Reynolds & Liz Friedman      | 2015. november 20. 2016. január 6. |
| Jones visszaemlékszik, hogy egy autóbaleset után családja egyetlen túlélő tagjaként ébredt fel, és hogy Trish bántalmazó örökbefogadó anyja reklámfogásként örökbe fogadta Walkerékhez, hogy segítsen Trish hírnevét erősíteni, mint a Patsy című televíziós gyermekműsor sztárja! Jones nem sokkal később felfedezte képességeit. Napjainkban Jones eltussolja Shlottman halálát és Kilgrave érintettségét, és nyomravezetőként elkezdi átkutatni a hullaházakat Thompson holtteste után. Az egyre növekvő alváshiánytól befolyásolva Jones megsérül egy balesetben, de sikerül megtalálnia Clemons holttestét, és arra következtet, hogy nem Kilgrave, hanem Simpson ölte meg. Beleegyezik, hogy találkozzon Simpsonnal, aki megtámadja a lakásában, és legyőzi a sérült Jonest. Walker megérkezik, és Simpson tablettáival segít Jonesnak legyőzni őt. A tablettákhoz nem szokott Walker orvosi ellátásra szorul. Miközben a kórházban lábadozik, Kozlov elhozza az eszméletlen Simpsont Jones lakásából, Kilgrave pedig figyelmezteti Jonest, hogy megtalálta Cage-et; Jones maga is megtalálja Cage-et, még időben, hogy lássa, ahogy a bárja felrobban vele együtt.                                                     |     |                                                           |                    |                                    |                                    |
| 12. | 12. | Avagy: Húzz egy kurva számot! (AKA Take a Bloody Number)  | Billy Gierhart     | Hilly Hicks, Jr.                   | 2015. november 20. 2016. január 6. |
| Cage túléli a robbanást, és elárulja Jonesnak, hogy Kilgrave utasította, hogy pusztítsa el a bárját. Walker megtudja, hogy Kozlov az "IGH"-nak dolgozik, egy olyan cégnek, amely Jones orvosi számláit is kifizette a gyermekkori autóbalesete után, és potenciálisan szerepet játszott abban, hogy Jones megkapta a képességeit. Miután Cage elmeséli a robbanáshoz vezető eseményeket, amelyek során követte Jonest, hogy szembeszálljon Kilgrave-val, rájönnek, hogy Kilgrave azért tartja életben Thompsont, hogy megpróbálja felerősíteni a képességeit, és talán teszteli az emberek feletti növekvő hatalmát. Miközben nyomoznak, Cage megbocsát Jonesnak a Connors halálában játszott szerepéért, és ők ketten újra közeledni kezdenek egymáshoz. Megtalálják azt a szórakozóhelyet, ahol Kilgrave a felerősített képességeit tesztelte, és ott szembesülnek vele. Elárulja, hogy egész idő alatt ő irányította Cage-et, aki megbocsátott Jonesnak, hogy elnyerje a bizalmát, és most Cage-et Jonesra szabadítja, aki elmenekül, miközben harcolnak. Hamarosan megérkeznek a rendőrök, akiket Cage legyőz, de Jonesnak sikerül az egyik puskával közvetlen közelről fejbe lőnie őt.                                   |     |                                                           |                    |                                    |                                    |
| 13. | 13. | Avagy: Mosolyogj! (AKA Smile)                             | Michael Rymer      | Scott Reynolds & Melissa Rosenberg | 2015. november 20. 2016. január 6. |
| Mivel Cage eszméletlen volt és orvosi ellátásra szorult, az ápolónő Claire Temple – akinek már van tapasztalata tehetséges emberek kezelésében. – elfogadja, hogy gondoskodik róla, míg Jones felkutatja Kilgrave-et, aki elégedetlen Thompson eddigi erőfeszítéseivel, hogy növelje a képességeit. Thompson a Hogarth által őrzött magzati maradványokat használta fel, és úgy véli, hogy a kivont drog teljes dózisával Kilgrave most már elég erős lehet ahhoz, hogy irányítsa Jonest. Cage telefonját használva Jones követi Kilgrave-et egy gazdag házaspár lakásáig, akiket rabszolgasorba taszított, még időben, hogy lássa Thompson halálát. Cage felébred, és úgy dönt, hogy elmegy. Jones szembeszáll Kilgrave-vel a házaspár jachtján, ahol túszul ejti Walkert. Amikor Jones ezt hagyja, Kilgrave azt hiszi, hogy végre ismét ő irányítja őt. Amikor azonban azt mondja neki, hogy mondja azt, hogy "szeretlek", Jones ehelyett Walkernek mondja, és kitekeri Kilgrave nyakát. Jones-t letartóztatják a gyilkosságért, de Hogarth biztosítja a szabadlábra helyezését, és hagyja, hogy hívásokat kapjon a városszerte élő emberektől, akik hallottak a hőstetteiről, és a segítségét kérik.                       |     |                                                           |                    |                                    |                                    |

### 2. évad (2018)
| Sor. | Év. | Cím                                                                      | Rendező            | Író                             | Premier                           |
| --- | --- | ------------------------------------------------------------------------ | ------------------ | ------------------------------- | --------------------------------- |
| 14. | 1.  | Avagy: Kezdjük az elején! (AKA Start at the Beginning)                   | Anna Foerster      | Melissa Rosenberg               | 2018. március 8. 2018. március 8. |
| A szupererővel rendelkező magánnyomozó Jessica Jones önbíráskodó hősként vált ismertté New Yorkban, mióta megölte kínzóját, Kilgravet. Trish Walker, Jones legjobb barátnője és fogadott nővére megpróbálja meggyőzni Jonest, hogy nyomozzon a múltja és az IGH, a képességeit adó cég után, de Jones nem érdeklődik. Walker a Trish Talk című rádióműsorának csökkenő nézettségével küzd, és látja, hogy volt barátja, Will Simpson - akin szintén az IGH kísérletezett - követi őt. Pryce Cheng, egy másik nyomozó, az ügyvéd Jeri Hogarth kérésére igyekszik beolvasztani Jonest a cégébe. Amikor Jones megtámadja és megsebesíti Chenget, azt tervezi, hogy beperli őt Hogarth-tal együtt, akinek más perrel kell szembenéznie egykori asszisztense és szeretője miatt. Jones-t megkeresi Robert Coleman, más néven "Whizzer", akit az IGH szupersebességgel ruházott fel. Amikor a férfi egy látszólagos építési balesetben meghal, Jones egy elhagyatott épületig követi a gyógyszereit, ahová emlékszik, hogy elvitték és kísérleteztek rajta. |     |                                                                          |                    |                                 |                                   |
| 15. | 2.  | Avagy: Totális véletlen (AKA Freak Accident)                             | Minkie Spiro       | Aïda Mashaka Croal              | 2018. március 8. 2018. március 8. |
| Jones elmegy Miklos Kozlovhoz, az IGH orvosának otthonába, aki kísérleteket végzett Simpsonon. Megtalálja Kozlov síremlékét, aki egy "szokatlan balesetben" halt meg. Kozlov egyik katonapáciense úgy véli, hogy Simpson áll emögött, és Jones arra gyanakszik, hogy ő ölte meg Colemant is. Walker megkéri Malcolm Ducasse-t, Jones szomszédját és munkatársát, hogy segítsen neki. Walker szembesíti Maximilian Tatumot, egy rendezőt a szexuális kapcsolatukkal, amelyet akkor folytattak, amikor a lány még gyerekszínésznőként neki dolgozott, és azzal fenyegetőzik, hogy ezt nyilvánosságra hozza, ha nem segít neki hozzáférni a kórházi feljegyzésekhez, amelyre befolyása van. Miután Tatum ezt megtagadja, Walker összefut Simpsonnal. Jones is megérkezik, miután lenyomozta Walkert, amikor az nem vette fel a telefonját. Simpson azt állítja, hogy valaki más, akin az IGH kísérletezett, megölte Kozlovot és Colemant, és hogy ő azért van ott, hogy megvédje Walkert, mivel észrevették, hogy az IGH után nyomoz. Ez a másik személy hamarosan megjelenik és megöli Simpsont, miközben Jones biztonságba helyezi Walkert.                                           |     |                                                                          |                    |                                 |                                   |
| 16. | 3.  | Avagy: Az egyetlen túlélő (AKA Sole Survivor)                            | Mairzee Almas      | Lisa Randolph                   | 2018. március 8. 2018. március 8. |
| Hogarthnál ALS-t diagnosztizálnak, és ügyvédi irodatársai, Steven Benowitz és Linda Chao azt tervezik, hogy a szerződésükben szereplő záradék alapján kivásárolják őt. Jones beleegyezik, hogy nyomozást folytat a többi partner után, hogy zsarolóanyagot találjon Hogarth számára. Jones kilakoltatási felszólítást kap az épület új házfelügyelőjétől, Oscar Arochótól, aki tart Jones képességeitől. Az elhagyott IGH épületben felfedezi a Leslie Hansen nevet is. Hansen orvos volt abban a kórházban, ahová Jones a családja halálát okozó baleset után került. Jones és Walker üresen találja Hansen lakását, a pincében pedig egy elszenesedett emberi fejet. Walker a rádióműsorában arra kéri a lakosságot, hogy adjon tájékoztatást Hansenről, és kap egy hívást egy nőtől, aki azt állítja, hogy ő Hansen. Jones találkozik vele, és megtudja, hogy a nő meghalt a baleset után, de az IGH visszahozta az életbe; a szuperképesség csak mellékhatás volt. Jones feldühíti a nőt, aki Joneséhoz hasonló képességek segítségével megszökik. A DNS-elemzés kimutatja, hogy az elszenesedett fej az igazi Leslie Hansené.                                                   |     |                                                                          |                    |                                 |                                   |
| 17. | 4.  | Avagy: Ég óvja a hajléktalant! (AKA God Help the Hobo)                   | Deborah Chow       | Jack Kenny                      | 2018. március 8. 2018. március 8. |
| Hogarth megvizsgálja, hogyan lehetne fájdalommentesen véget vetni az életének, amit az orvosa nem támogat. Cheng kirúgja Hogarthot, amiért már nem őt és a perét helyezi előtérbe, és Ducasse-nak is munkát ajánl a cégénél; Ducasse visszautasítja a szerepet. Jones és Walker megpróbálják kideríteni, ki volt a titokzatos nő, aki Hansennek adta ki magát és Jones ráijeszt Tatumra, hogy szerezze meg a kórházból az IGH aktáit. Jones és Coleman mellett egy Inez Greenről szóló akta is van benne. Az utcán élve találják meg, ahol elmondja, hogy a kórház ápolónője volt, akit a titokzatos nő súlyosan megsebesített. Jones és Walker megígérik, hogy vigyáznak rá. Cheng elküldi egyik emberét, hogy lopja el Jones összes kutatását az irodájából, abban a reményben, hogy talál valamit, amit felhasználhat ellene. A férfit megtámadja a titokzatos nő, aki darabokra tépi. Amikor Jones megérkezik, a nőt letartóztatják a gyilkosságért. Walker megpróbál segíteni neki egy Simpsontól elvett IGH teljesítményfokozóval, de őt is letartóztatják. Ducasse biztonságba helyezi Greent.                                                                                |     |                                                                          |                    |                                 |                                   |
| 18. | 5.  | Avagy: A polip (AKA The Octopus)                                         | Millicent Shelton  | Jamie King                      | 2018. március 8. 2018. március 8. |
| Jones egy napot tölt a rendőrségen, mielőtt Hogarth meggyőzi, hogy mondja el az igazat. Eddy Costa nyomozó hisz Jonesnak, és azzal az ígérettel engedi el, hogy folyamatosan tájékoztatja Costát a nyomozásról. Walker, akit az anyja szabadlábra helyez, az IGH drog használatának utóhatásaival küzd. Új barátja, Griffin Sinclair megkéri a kezét, de Walker elutasítja. Újra beveszi az IGH szert. Ducasse elviszi Greent Hogarthhoz, aki beleegyezik, hogy megvédje őt. Hogarth kikérdezi Greent az IGH kísérleteiről. Jones találkozik David Kaweckivel, egy elmegyógyintézet rabjával, aki Green ápolótársának meggyilkolásáért ül, akit valójában a titokzatos nő ölt meg. Jones megtudja, hogy Kawecki és az IGH egyik orvosa közösen érdeklődik a polipok iránt, és meglátogatja az akváriumot. Felismeri az orvost, Karl Malust, egy új, baleset utáni emlékben. Találkozik a titokzatos nővel, aki, amikor felfedezi, hogy Jones megfigyeli őket, betöri az akvárium üvegburkolatát, hogy felfordulást keltsen, hogy elfedje a menekülésüket. |     |                                                                          |                    |                                 |                                   |
| 19. | 6.  | Avagy: Szemtől-szemben (AKA Facetime)                                    | Jet Wilkinson      | Raelle Tucker                   | 2018. március 8. 2018. március 8. |
| Walker függővé válik az IGH drogtól, és bűnözőket kezd keresni, akiket megtámadhat. Az akváriumon kívülről készült biztonsági felvételeken látszik, hogy Malus bedrogozza a nőt, és arra kényszeríti, hogy vele együtt távozzon, annak ellenére, hogy a pár korábban szerelmes párnak tűnt. Jones elküldi Ducasse-t a régi egyetemére – ahol felfüggesztették a korábbi drogfüggősége miatt –, hogy nyomozzon Malus után; tudomást szereznek Justis Ambrose-ról, aki Malusszal együtt járt egyetemre, és úgy tűnik, hogy éveken át minden személyes költségét fizette. Jones szembesíti Ambrose-t, aki elmagyarázza, hogy fia, Eric halálos genetikai rendellenességgel született, amelyet Malus kísérleti kezeléseivel gyógyított meg. Úgy tűnik, Ericnek nincsenek különleges képességei, és Jones megfenyegeti őt, hogy megszerezze Malus tartózkodási helyét. Green rájön, hogy Hogarthnak ALS-e van, és elmondja neki, hogy volt egy IGH-páciens, aki érintéssel tudta meggyógyítani az embereket, és megmentette az életét, miután a nő megtámadta. Jones elmegy a helyszínre, ahol megtalálja Malust és a nőt, akik együtt élnek. Utóbbi azt állítja, hogy ő Jones édesanyja. |     |                                                                          |                    |                                 |                                   |
| 20. | 7.  | Avagy: A hullócsillag (AKA I Want Your Cray Cray)                        | Jennifer Getzinger | Hilly Hicks Jr.                 | 2018. március 8. 2018. március 8. |
| Évekkel korábban, miután Brian Jones és fia, Phillip egy balesetben életét veszti, felesége, Alisa és lánya, Jessica kórházba kerül. Dr. Leslie Hansen titokban az IGH-ba viszi őket. Jessicát megmentik, de Alisa sérülései súlyosak, és a kezelések évekig tartanak, megváltoztatják a külsejét, és fokozott erőnlétet, valamint szélsőséges hangulatingadozásokat okoznak. Jessicát Walkerék örökbe fogadják, de idővel eltávolodik nevelőcsaládjától, különösen azután, hogy örökbefogadott nővére, Trish popsztár karrierje kezdetén drogfüggővé válik. Alisa, aki látni akarja Jessicát, megszökik az IGH-ból úgy, hogy megöl egy ápolónőt és súlyosan megsebesíti Greent. Megtalálja Jessicát, aki új barátjával, Stirling Adamsszel él, de látja, hogy a férfi nyilvánvalóan megpróbálja kihasználni őt, és dührohamában megöli. Az IGH-ba visszatérve Malus megígéri Alisának, hogy meggyógyítja a mellékhatásoktól. Adams halála miatt Jessica újra kapcsolatba kerül Trishsel, és segít neki kijózanodni. Jessica nem hajlandó megbocsátani Alisának, és megtámadja őt; Malus egy nyugtatóval eszméletlenre teszi.                                                        |     |                                                                          |                    |                                 |                                   |
| 21. | 8.  | Avagy: Nem volt jó buli? (AKA Ain't We Got Fun)                          | Zetna Fuentes      | Gabe Fonseca                    | 2018. március 8. 2018. március 8. |
| Trish lefekszik Ducasse-zal, és a férfi észreveszi, hogy a lány az IGH drog függője lett. Amikor a lány ezt nem hajlandó beismerni, a férfi elmegy, és úgy dönt, hogy folytatja Jessica nyomozását Hogarth társai után. Rájön, hogy Benowitz titokban meleg, és a felesége tudta nélkül egy melegbárba jár. Ducasse elmondja Benowitznak, hogy Chao felbérelte őt, Benowitz pedig átadja Ducasse-nak a róla szóló zsarolóanyagot. A melegbár előtt Ducasse-t homofób verőlegények támadják meg. Trish megmenti őt, és ad neki az IGH drogból, hogy segítsen neki meggyógyulni, de ez túl sok Ducasse-nak, és elszalad. Hogarth meglátogatja Shane Rybacket (a férfit, aki a kezével képes gyógyítani az embereket) a börtönben, és ügyfelül veszi fel. Jessica kihívja a rendőrséget Malus házához, aki elmenekül. Alisa úgy dönt, hogy Jessicával marad, remélve, hogy bebizonyíthatja, hogy ugyanaz a személy, aki Jessicát felnevelte, annak ellenére, hogy másképp néz ki és szélsőséges hangulatingadozásai vannak. Elmennek Jessica lakására, ahol kívülről rájuk lőnek. Jessicát eltalálják, ami feldühíti Alisát.                                                            |     |                                                                          |                    |                                 |                                   |
| 22. | 9.  | Avagy: Cápa a fürdőkádban (AKA Shark in the Bathtub, Monster in the Bed) | Rosemary Rodriguez | Jenny Klein                     | 2018. március 8. 2018. március 8. |
| Cheng bosszút akar állni az embere haláláért, és megpróbálja megölni Alisát. Az utca túloldaláról lő rá, de csak Jessicát találja el. Alisa rohan, hogy megtalálja és megölje Chenget, de Jessicának sikerül előbb eszméletlenné tennie, és meggyőzi Alisát, hogy a gyilkosságon kívül más megoldást találjon. Ryback kiszabadul a börtönből, és megpróbálja meggyógyítani Hogarthot, de nem tudja megígérni, hogy sikerülni fog. A rádióműsorának élő adása közben Trish az IGH drog hatása alatt szidalmazza a műsora felszínességét, és kilép. Kívánatos állást kínálnak neki a televízióban, de rájön, hogy elfogyott a gyógyszer. Arocho, akinek kapcsolata Jessicával kevésbé ellenséges és romantikusabb lett, Jessicához fordul, amikor volt felesége elrabolja a fiukat, Vidót. Jessica és Alisa versenyt futnak, hogy megmentsék Vido-t, a képességeiket jóra használva. Alisa látja a lehetőséget egy ilyen jótékony életben Jessicával, de mégis meg akarja védeni Jessicát azzal, hogy megöli Chenget és elmenekül. Jessica kiszabadítja Chenget, és amikor Alisa üldözőbe veszi, szembekerül a rendőrséggel, és feladja magát nekik.                                   |     |                                                                          |                    |                                 |                                   |
| 23. | 10. | Avagy: Sertéssült (AKA Pork Chop)                                        | Neasa Hardiman     | Aïda Mashaka Croal              | 2018. március 8. 2018. március 8. |
| Hogarth Alisa számára egy vádalkut szervez, amelynek értelmében elkerülheti az emberfeletti börtönt, ha feladja Malust. Alisa beleegyezik, ha Jessica megígéri, hogy Malus biztonságban lesz. Trish elvonási tünetekkel küzd a televíziós meghallgatásán, ahol meghallja, hogy a szuperképességű gyilkost elfogták. Jessica mindent elmagyaráz Trishnek és Ducasse-nak, de megmondja nekik, hogy maradjanak távol. Megtalálja Malust, és meggyőzi, hogy menjen egy olyan országba, ahol nincs kiadatás, hogy Alisa beszélhessen róla anélkül, hogy attól kellene tartania, hogy elkapják. Előbb megvárja az Arocho által biztosított új útlevelet, és azt is elmondja Jessicának, hogy soha nem kezelte Rybacket. Hogarth nem hisz Jessicának, amikor ezt mondja, de hazaérve azt látja, hogy Green és Ryback kirabolták (és így rájön, hogy nem gyógyult meg). Trish és Ducasse úgy döntenek, hogy maguk erednek Malus nyomába, míg Jessica felfedezi, hogy Alisát az egyik őr, Dale Holiday kínozza. A férfi után nyomozva Jessica bizonyítékot talál arra, hogy már korábban is gyilkolt rabokat. A férfi megtámadja őt, és ő véletlenül önvédelemből megöli.                     |     |                                                                          |                    |                                 |                                   |
| 24. | 11. | Avagy: Eddig három élet (AKA Three Lives and Counting)                   | Jennifer Lynch     | Jack Kenny & Lisa Randolph      | 2018. március 8. 2018. március 8. |
| Jessica öngyilkosságnak állítja be Holiday halálát, és Kilgrave-ről kezd el hallucinálni. Trish kiüti Ducasse-t és lefogja, és megkéri Malust, hogy adjon neki olyan képességeket, mint Jessica. Jessica megérkezik az Arochótól kapott útlevéllel, hogy átadja Malusnak, és azt látja, hogy a férfi eltűnt. Éppen akkor ered a nyomukba, amikor Ducasse megszökik, de Trishnek sikerül Malusszal együtt elmenekülnie. Holiday halálával Alisa új őrt kap, aki jól bánik vele. Jessica szidja Ducasse-t, amiért nem bízik benne és kihasználja a munkakapcsolatukat. Mindketten egyetértenek abban, hogy a férfi nem dolgozhat többé neki. Malus elviszi Trish-t a régi IGH létesítménybe, ahol elkezdi ugyanannak a folyamatnak alávetni, amely Jessicát és Alisát is megváltoztatta. Jessica megérkezik, és leállítja az eljárást, majd Kilgrave hallucinációja szinte meggyőzi őt, hogy meg kell ölnie Malust. Megállítja magát, de ő úgy dönt, hogy véget vet a saját életének. Malus elpusztítja a létesítményt, benne önmagával, míg Jessica elviszi Trish-t a kórházba. Alisa egy híradóból értesül Malus haláláról, megöli új őrét, és megszökik a börtönből.                |     |                                                                          |                    |                                 |                                   |
| 25. | 12. | Avagy: Imádkozzatok Patsyért! (AKA Pray for My Patsy)                    | Liz Friedlander    | Raelle Tucker & Hilly Hicks Jr. | 2018. március 8. 2018. március 8. |
| Alisa Trish-t keresi, őt hibáztatva Malus haláláért. Terrorizálja a Trish Talk stúdiót, mielőtt meglátja Trish édesanyját egy interjúban, ahol arról beszélgetnek, hogy Trish miért került kórházba. A kórházban megtalálja Jessicát, aki Trish-t védi, de mégis megpróbálja megölni az utóbbit. Amikor Costa és társa, Ruth Sunday megérkezik, megpróbálják letartóztatni Alisát. Jessica megpróbálja lebeszélni Alisát, de Alisa megragadja Sunday-t, és kiugrik a kórházból, így Sunday a halálba zuhan. Costa azt mondja Jessicának, hogy ne álljon a rendőrök útjába, de Jessica titokban megszervezi, hogy találkozzon Alisával Trish lakásán. Közben Trish dühös Jessicára, amiért idő előtt leállította a beavatkozást, de hamarosan heves görcsrohamok kezdenek jelentkezni nála. Hogarth felkutatja Greent, és egy kitalált történetet mesél neki arról, hogy Ryback titokban több nőt is átvert. Hogarth fegyvert ad Green kezébe, és végignézi, ahogy szembeszáll Rybackkel, majd lelövi. Hogarth ezután hívja a rendőrséget. Trish lakásán Jessica fontolóra veszi Alisa megölését, de képtelen megtenni. Alisa kiüti Jessicát, és elrabolja őt.                        |     |                                                                          |                    |                                 |                                   |
| 26. | 13. | Avagy: A vidámpark (AKA Playland)                                        | Uta Briesewitz     | Melissa Rosenberg               | 2018. március 8. 2018. március 8. |
| Jessica megpróbál ellenállni Alisának, de végül úgy dönt, hogy együttműködik vele. A mexikói-amerikai határ felé tartanak, és útközben megmentenek egy közlekedési balesetet szenvedett családot. Jessica találkozik Arochóval, hogy új papírokat intézzen, hogy átléphessék a határt, de a rendőrség követi. Jessica és Alisa ezután a kanadai-amerikai határ felé tart, de rendőrségi útlezárásokkal szembesülnek. Ezután a közeli Playland vidámparkba mennek, ahol Alisa úgy dönt, hogy megvárja, amíg a rendőrség megérkezik. Trish látja a közlekedési balesetről szóló híradót, és beszél Costa-val az útlezárásokról. Emlékezve arra, hogy a Jones család a baleset előtt ellátogatott Playlandbe, Trish odamegy, és megöli Alisát. Jessica magára vállalja a felelősséget, de nem bocsát meg Trishnek. Trish később felfedezi, hogy reflexei mintha felfokozottak lennének. Ducasse átadja a talált zsarolóanyagot Hogarthnak, így a lány elég pénzzel távozhat az ügyvédi irodából, hogy sajátot alapítson. Ducasse ezután Cheng ügynökségének részeként Hogarthnak kezd dolgozni. Jessica elfogadja a normális élet néhány aspektusát Arochóval.                          |     |                                                                          |                    |                                 |                                   |

### 3. évad (2019)
| Sor. | Év. | Cím                                                                            | Rendező            | Író                               | Premier                           |
| --- | --- | ------------------------------------------------------------------------------ | ------------------ | --------------------------------- | --------------------------------- |
| 27. | 1.  | Avagy: A tökéletes hamburger (A.K.A The Perfect Burger)                        | Michael Lehmann    | Melissa Rosenberg                 | 2019. június 14. 2019. június 14. |
| Jessica Jones visszatért az emberek megsegítéséhez, bár a szokásos cinikus módon, kezdve azzal, hogy visszaviszi Cassie Yasden-t az édesanyjához Mexikóból, ahová az apja, Mitch vitte el, miután elvesztette a felügyeleti joggal kapcsolatos csatát. Bosszankodik, amikor a Mitch-et elküldő videója vírusként terjed. Malcolm Ducasse továbbra is Jeri Hogarthnak dolgozik, bár zavarják a módszerek, amelyekkel egy baseballjátékos ügyfelét segítik ki egy ittas vezetésből, ami egy újabb balesethez vezet, ami árt az ügyfél karrierjének. Hogarth, aki még mindig ALS-ben szenved, megkéri Jonest, hogy vessen véget szenvedésének, de ő visszautasítja. Felkeresi egy korábbi szerelmét, Kith Lyonne-t, aki egy Peter nevű jogászprofesszor felesége. Dorothy Walker megkéri Jonest, hogy keresse meg a lányát, Trish-t, aki eltűnt. Jones először visszautasítja, de meggondolja magát, csak hogy megbékítse Dorothyt. Jones rájön, hogy Trish önbíráskodóvá vált, Karl Malus kísérletéből származó felerősített képességeit használja. Amikor Jones közbelép Trish és egy bűnöző összecsapásába, Trish visszautasítja Jonest. Jones egy bárba megy, ahol találkozik a sármos Erik Geldennel. Jones és Gelden visszamennek a lakására, de egy álarcos támadó rajtaüt, aki egy késsel hasba szúrja Jonest, mielőtt elmenekül. |     |                                                                                |                    |                                   |                                   |
| 28. | 2.  | Avagy: Szívesen (A.K.A You're Welcome)                                         | Krysten Ritter     | Hilly Hicks, Jr.                  | 2019. június 14. 2019. június 14. |
| Trish visszaemlékszik, hogy Jones anyjának, Alisának megölése után felerősödtek a képességei. Trish úgy véli, hogy jobb hős lenne, mint Jones, ezért átfogó fizikai edzésen vesz részt, hogy önbíráskodóvá válhasson. Meglátja Jonest az utcán, és felhívja, de Jessica leteszi a telefont. Trishnek sikerül elkapnia egy mobiltelefon-tolvajt, de a férfi és az áldozat felismeri őt, ami meggyőzi, hogy vegyen fel álruhát. Később a tolvaj megpróbálja beperelni őt, amiért megsérült a nyaka. Malcolm később megzsarolja, hogy csökkentse a költségeket, miután rájön, hogy a fia, aki felnéz rá, valójában nem az övé, és megfenyegeti, hogy elmondja neki az igazságot. Trish Dorothy legnagyobb bánatára egy olcsóbb lakásba költözik, de továbbra is szerepel a tévében. Követni kezdi Andrew Brandtot, a férfit, aki kórházba juttatta féltestvérét egy ráhagyott szobor miatt. Trish megfigyeli a férfi lakását, mielőtt megtámadja, ami alatt Jones megjelenik a helyszínen. A jelenben Trish értesül Jones kórházi kezeléséről, és meglátogatja őt. Úgy vélik, hogy Brandt áll a támadás mögött, és Jones szarkasztikusan megköszöni Trishnek, hogy megadta neki a nevét. |     |                                                                                |                    |                                   |                                   |
| 29. | 3.  | Avagy: Nincs lépem (A.K.A I Have No Spleen)                                    | Anton Cropper      | Lisa Randolph                     | 2019. június 14. 2019. június 14. |
| A műtét során Jonesnak eltávolítják a lépét, és csak azután hagyhatja el a kórházat, miután beleegyezik új asszisztense, Gillian követelésébe, hogy számos gyógyszert szedjen. Jeri találkozik Kith-tel. Később Malcolmmal terhelő információkat ásat ki Kith férjéről, Peterről, hogy megpróbálja őket szétválasztani. Malcolm kamerát helyez el Peter irodájában, és felfedezi, hogy Peter az egyik diákjával randevúzik. Kith azonban elárulja Hogarthnak, hogy ő és a férje nyitott kapcsolatban élnek, és nem fog kötődni hozzá. Jones segítséget kap Hogarth-tól Brandt szobrának megtalálásában, de miközben Trish-szel játszik, a nő a kiszáradástól összeesik az utcán, és Trish meglép a nyomokkal. Jones ennek ellenére megtalálja a szobrot, miután szembeszállt Trishsel, majd elfogja és kihallgatja Brandtet, és megtudja, hogy a támadója nem ő volt, vagy bárki, aki kapcsolatban állt vele, és otthagyja őt Trish-nek. Miközben Jones otthon összeszedi magát, Erik megérkezik, hogy ellenőrizze őt, de Jones hirtelen megvilágosodik, és rájön, hogy a támadó Erikket akarta megölni. |     |                                                                                |                    |                                   |                                   |
| 30. | 4.  | Avagy: Az ügyfélszolgálat készenlétben (A.K.A Customer Service is Standing By) | Liesl Tommy        | Jamie King                        | 2019. június 14. 2019. június 14. |
| Erik elmagyarázza, hogy tartozott a bűnöző Sal Blaskowskinak, és egy hete volt, hogy teljesítse a tartozását. Elárulja, hogy empata, és megérzi, ha valaki rosszat tett, bár ez fájdalmat okoz neki. Jones és Erik együtt találják meg azokat az embereket, akiket megzsarolt, és begyűjtik a pénzt, miközben a rendőrségnek is elárulják a bűneiket. Trish felszedi Eriktől Blaskowskit, és betör Malcolm irodájába, hogy tovább nyomozhasson utána. Malcolm még több mocskot ás ki Peterről, és rájön, hogy sikkasztott a lánya emlékére alapított ösztöndíjból. Hogarth úgy dönt, hogy nem tesz lépéseket ennek az információnak a nyilvánosságra hozatala érdekében, mivel az tönkretenné Petert és a Kith-et is. Erik otthagyja Jonest, hogy átadja a pénzt Blaskowskinak, de ő úgy dönt, hogy megfojtja őt a késés miatt. Trish megérkezik és megmenti őt, de véletlenül leszúrja Blaskowskit, bár túléli. Jones végül megtalálja a támadóját: Gregory P. Salinger, egy intellektuálisan félelmetes, pszichopata sorozatgyilkos. Jones távozik, amikor Salinger azzal fenyegetőzik, hogy bűnügyi bizonyítékokat hoz nyilvánosságra ellene, és vonakodva kéri Trish segítségét az elfogásában. |     |                                                                                |                    |                                   |                                   |
| 31. | 5.  | Avagy: Bárcsak (A.K.A I Wish)                                                  | Mairzee Almas      | J. Holtham                        | 2019. június 14. 2019. június 14. |
| Jones és Trish elkezdi megfigyelni Salinger lakását. Amikor a férfi elmegy, Trish betör, hogy bizonyítékokat gyűjtsön, míg Jones követi Salingert. Rájön, hogy a férfi Erik húga, Brianna, egy prostituált után kémkedik. Jones szembesíti őket, és rájön, hogy veszélyben vannak, ezért Briannát Malcolmnál szállásolja el védelemre, de ez nem tart sokáig, mert megérkezik a stricije, Gor, és elviszi őt. Hogarth meggondolja magát, és kiadja az információt Peterről, ami feldúlja a Kith-et. Mivel nem tudja meggyőzni a Kith-et arról, hogy Hogarth manipulálja őket, Peter öngyilkos lesz, miközben videót készít az ügyről Hogarth ellen. Jones és Trish továbbra is vitatkoznak Alisa halála miatt, Gillian pedig ragaszkodik hozzá, hogy rendezzék a nézeteltéréseiket. Ezután az összegyűjtött bizonyítékok segítségével Salinger nyomára bukkannak egy elhagyott vasúti kocsiban, ahol az általa összegyűjtött holttestek vannak. Jones gázcsapdába lép, Trish pedig megmenti őt, miközben mindketten elismerik hibáikat az Alisa-vita miatt, miközben az előbbi a rendőrökkel beszélget. Később Salinger rajtaüti Eriket a szállodai szobájában, és elrabolja. |     |                                                                                |                    |                                   |                                   |
| 32. | 6.  | Avagy: A bánatos arc (A.K.A Sorry Face)                                        | Tim Iacofano       | Jesse Harris                      | 2019. június 14. 2019. június 14. |
| Salinger elkezdi kínozni Eriket, és megpróbálja rávenni, hogy bevallja a "csalást". Eközben rájön Erik empatikus képességeire, amikor közel áll hozzá, és Erik bőségesen vérezni kezd. Jones tudomást szerez Erik elrablásáról, és arra kényszeríti Trish-t, hogy felfedje képességeit Dorothy előtt, hogy megpróbálja lebeszélni a bűnüldözésről, de Dorothy dühösen elhagyja Trish-t. Malcolm felkutatja Briannát és megveri Gort, végül meggyőzi, hogy térjen vissza, miután elmondja neki Erik elrablását, és viszonyt kezd vele. Hogarth megpróbál bocsánatot kérni Kith-től, de a fia megállítja, aki visszautasítja. A botrány miatt sok ügyfele távozik, bár néhányat sikerül megtartania. Egykori társa, Benowitz azonban ellopja tőle a Rand Enterprises-t. Jonesnak és Trishnek sikerül nyomra bukkanniuk Salingerrel kapcsolatban, és megtalálják őt. Megmentik Eriket és letartóztatják Salingert. Eddy Costa nyomozó azonban elárulja, hogy Salingert bizonyítékok hiányában nem állítják bíróság elé. Erik nem tanúskodhat, mivel zsarolásért egy év börtönt kap, és fájdalmat fog szenvedni az ereje miatt. Jones és Erik megvigasztalják egymást. |     |                                                                                |                    |                                   |                                   |
| 33. | 7.  | Avagy: A duplán félvér (A.K.A The Double Half-Wappinger)                       | Larry Teng         | Nancy Won                         | 2019. június 14. 2019. június 14. |
| Hogarth lesz Salinger ügyvédje, ami feldühíti Jonest. Salinger ezután lecsap Jones tevékenységére. Jones és Trish úgy gondolja, hogy Salinger testvérének, Donnynak a halála volt az első gyilkossága, és Wappinger Fallsba indulnak, hogy utánajárjanak a dolognak. A helyi rendőrfőnök, Ronnie Velasco nem hajlandó segíteni Jonesnak, ezért ő és Trish ellopják a rendőrségi aktákat. Azt hiszik, hogy Donny halála baleset volt, de rájönnek, hogy Salingernek volt egy barátja a középiskolai birkózócsapatban, Nathan Silva, aki rejtélyes módon eltűnt. Meglátogatják Silváékat, és rájönnek, hogy Nathan holttestét a pavilonjuk alatt temették el ennyi éven át, és ezzel leleplezik a bűntényt. Malcolm felháborodik azon, hogy Hogarth segít Salingernek, de barátnője, Zaya ragaszkodik hozzá, hogy ez a munkájuk része. Hogarth nyomozni kezd a Jonesnak segítő álarcos igazságosztó után, és rájön, hogy a nő az ügyfeleiket intézte el. Zaya átnézi a biztonsági felvételeket, és kiszúrja Malcolmot, amint Trish-szel érintkezik. Miközben Trish önbíráskodóként kap nyilvánosságot, Jones és Malcolm szembeszáll Salingerrel a birkózóedzésen. Salinger kigúnyolja Jessicát, mint aki nyers erőszakot alkalmaz, mert hiányzik belőle a fegyelem, és kihívja őt egy birkózómérkőzésre. A lány elfogadja, és a férfi leszorítja, de a lány elbizonytalanítja a férfit azzal, hogy elárulja, tudja, hogy ő ölte meg Nathant, és megalázza azzal, hogy a diákok éljenzése közepette feldobja a birkózószőnyegen. |     |                                                                                |                    |                                   |                                   |
| 34. | 8.  | Avagy: A képernyőbarát arc (A.K.A Camera Friendly)                             | Stephen Surjik     | Scott Reynolds                    | 2019. június 14. 2019. június 14. |
| Jones kap egy videót Salingertől, melyben a következő gyilkosságával kecsegtet. Trish-t toborozza, hogy segítsen az áldozat keresésében, miközben felveszi a kapcsolatot Costával, hogy ellenőrizze Salinger lakását. Találnak egy Joby nevű csalit, akit azért béreltek fel, hogy őrizze a lakását, ezért Jones lefilmezi magát, amint megsemmisíti Salinger trófeáit és diplomáit, majd elküldi neki a videót, hogy kigúnyolja. Malcolm rájön, hogy Zaya meghamisította a biztonsági felvételeket, amelyeken Trishsel látható, annak ellenére, hogy a nő haragszik rá. Később Hogarth követeli, hogy Trish-t leplezzék le a nyilvánosság előtt, és háborút indít a szupererős igazságosztók ellen. Dorothy ráveszi Jonest, hogy készítsen interjút Thembi Wallace-szal, ami leginkább abból áll, hogy megvádolja Salingert, és figyelmezteti a következő áldozatát. Jones és Trish Salinger keresésére indulnak, és úgy vélik, hogy a következő áldozata Mona Lee lesz a GT Agrochemicaltől. Salinger felbukkan a lakásán, látszólag minden vétkességtől mentesen. Miután elmenekül a paparazzók elől, Jones rájön, hogy Dorothy Salinger következő áldozata. Trish rájön, hogy Salinger meggyilkolta az anyját, majd Salinger lakására rohan, hogy megölje őt, miközben Jones siet, hogy megállítsa őt. |     |                                                                                |                    |                                   |                                   |
| 35. | 9.  | Avagy: Ma tettem valamit (A.K.A I Did Something Today)                         | Jennifer Getzinger | Lisa Randolph                     | 2019. június 14. 2019. június 14. |
| Trish súlyosan megsebesíti Salingert, mielőtt Jones megállítja, és elmenekülnek. A kórházban fekvő Salinger elküldi neki a Trish támadását bizonyító fényképet, és megfenyegeti, hogy nyilvánosságra hozza, ha Jones nem semmisíti meg Nathan halálának minden bizonyítékát. Trish megmentése érdekében a vonakodó Jones és Erik arra kényszerítik Erik egyik megzsarolt társát, Carl Nussbaumer rendőrtisztet, hogy vezesse őket a törvényszéki laborba, ahol Jones sikeresen eltávolítja a bizonyítékot. Trish azonban dühös, amiért Jones őt választja Salinger helyett, mivel ez azt jelenti, hogy a férfi szabadon távozhat. Hogarthot megkeresi a Kith fia, Laurent, hogy segítsen nekik egy korábbi támogatójuk, Demetri Patseras elleni ügyben. Hogarth szembesíti Kith-et, és bevallja, hogy még mindig szerelmes belé. Kith később elfogadja Hogarth segítségét. Malcolm tisztázza magát a felvételekkel, de azt állítja, hogy ő maga hamisította meg, és kilép. Miközben átnézi a hamisítatlan felvételt, Hogarth látja, hogy Trish az álarcos igazságosztó. Costa felkeresi Jones lakását, és elmondja neki, hogy a bizonyíték elvesztése miatt kénytelen szabadságra menni. Másnap megérkeznek a nyomozók, és Jones-t gyanúsítják Nussbaumer meggyilkolásával. |     |                                                                                |                    |                                   |                                   |
| 36. | 10. | Avagy: A hősszerkó (A.K.A Hero Pants)                                          | Sanford Bookstaver | Hilly Hicks, Jr. & Jamie King     | 2019. június 14. 2019. június 14. |
| A nyomozók nem találnak semmilyen bizonyítékot Jones ellen, de találnak egy dossziét Nussbaumerről, amit Jones megenged nekik, hogy elvigyenek. Miközben Trish Dorothy temetésére készül, a nyomozók megkeresik, és ragaszkodik ahhoz, hogy Jones ártatlan. Jones Eriket kezdi gyanúsítani a gyilkossággal. Malcolm kéri, hogy csatlakozhasson újra az Alias nyomozócsoporthoz, amit Jones elfogad; megbízza, hogy nézzen utána Jace Montero aktáinak. Hamarosan szakít Zayával az eltérő munkájuk miatt. A kijózanodott Brianna visszatér hozzá, és kettejük között kapcsolat kezdődik. Kith felkeresi Hogarthot Patseras miatt. Dühösen közli vele, hogy hagyjon fel a piszkos taktikájával, de amikor Patseras csalással vádolja, elfogadja a segítségét. Jones és Trish visszaemlékeznek Dorothyra, és részt vesznek a temetésen. Gillian felhívja Jonest, és közli vele, hogy a rendőrség letartóztatási parancsot adott ki ellene. Jones rájön, hogy Trish ölte meg Nussbaumert, és elmegy. Később megpróbálja Trish nyomába eredni, de hirtelen letartóztatják. Később Erik elborzadva nézi, ahogy Trish megtámadja és megöli Monterót a lakókocsijában lévő irodában. |     |                                                                                |                    |                                   |                                   |
| 37. | 11. | Avagy: A pokoli macska (A.K.A Hellcat)                                         | Jennifer Getzinger | Jane Espenson                     | 2019. június 14. 2019. június 14. |
| A visszapillantásban Dorothy arra kényszeríti Trish-t, hogy színészkedni kezdjen, miután apjuk "lelép". Dorothy kiszámított tervekkel eléri, hogy Trish megkapja az áhított főszerepet az ABC egyik szitkomjában, azt állítva, hogy "tartozik a világnak". Miután felfedezi, hogy anyja meghalt, Trish Salinger után megy, de Jones megállítja, aki megpróbálja megvigasztalni. Megkeresi Eriket, hogy segítsen a bűnözők elfogásában, és egy vallomás rögzítésével Nussbaumer után mennek. Trish dühében véletlenül megöli a férfit, Erik fejfájása pedig elmúlik. Amikor Jonest gyanúsítják Nussbaumer meggyilkolásával, Trish és Erik azt tervezik, hogy elterelik a nyomozók figyelmét azzal, hogy megtámadják Monterót és felelősséget vállalnak Nussbaumerért. Hogarth megkörnyékezi Trish-t, hogy tud a tevékenységéről, és megkéri, hogy lopjon el valamit Patserastól. Erikről kiderül, hogy azért hívta ki a rendőröket Jonesra, hogy alibije legyen. Trish és Erik szembeszállnak Monteróval, de a feldühödött Trish végül meggyilkolja Monterót. Meggyőződve arról, hogy a gyilkolás hatékonyabb, Trish úgy dönt, hogy folytatja ezt a módszert, mivel Erik fejfájása visszatér. |     |                                                                                |                    |                                   |                                   |
| 38. | 12. | Avagy: Rengeteg kukac (A.K.A A Lotta Worms)                                    | Sarah Boyd         | Scott Reynolds                    | 2019. június 14. 2019. június 14. |
| Jones-t kiengedik a rendőrségi őrizetből, és visszatér az Alias Nyomozóirodába, ahol Erik lábadozik. Elmondja neki, hogy Trish most már szándékosan gyilkol áldozatokat, és Jones a kórházba siet, hogy megmentse Salingert Trish-től. Elviszi őt Hogarthhoz, de ő inkább visszamegy a lakásába, és megvárja, amíg Trish megérkezik és megtámadja. Ehelyett Jones érkezik, hogy csapdát állítson Trishnek, ami sikerül is. Malcolm és Erik kiüti őt, miközben Jones ellopja a fényképezőgépet, amelyen a Trishről készült kép volt, amint megtámadja Salingert. Malcolm leláncolja Trish-t a lakásában, miközben ő figyeli őt. Salinger később a lakásán lefogja Jonest, és kínozni kezdi, hogy rávegye, vallja be, hogy "csaló". Amikor Salinger megemlíti Dorothy megölését, Jones felfedi, hogy ő vette fel a vallomását, és megfékezi Salingert; otthagyja őt a rendőrségnek. Miután Salingert letartóztatták, Jones kiszabadítja Trish-t, és arra biztatja, hogy lépjen tovább. Trish-t azonban még mindig elönti a düh, és megöli Salingert, miközben a börtönbe szállítják, majd megszökik és megöl több véletlen járókelőt. Hogarth, Costa és Jones egy liftben találja meg a megvert és megcsonkított holttestét. |     |                                                                                |                    |                                   |                                   |
| 39. | 13. | Avagy: Minden (A.K.A Everything)                                               | Neasa Hardiman     | Melissa Rosenberg & Lisa Randolph | 2019. június 14. 2019. június 14. |
| Amikor Jones ünnepélyesen visszatér a lakásába, Luke Cage fogadja, aki elmondja neki, hogy a legnehezebb dolog, amit tett, hogy a bátyját, Willis Strykert a Raftba küldte. Mivel tudja, mit kell tennie, Jones úgy dönt, hogy Trish nyomára bukkan. Miután Trish a megrémült lánya közbelépése miatt lemond a Patserával való erőszakos összecsapásról, Hogarth hazacsalja Trish-t, hogy Jones elkaphassa. Amikor Trish túszul ejti Kith-et, Hogarth elmegy Trish-sel, hogy segítsen neki elmenekülni az országból. Nem sokkal később Jones kiszivárogtatja a hírekben, hogy Trish a maszkos igazságosztó. Jones megtalálja Trish-t, aki szökni próbál, és legyőzi őt, miután megpróbálja leszúrni. Miközben Trish-t feldolgozzák, rádöbben, hogy ő a "rosszfiú". Jones átadja Malcolmnak az Alias nyomozóiroda kulcsait, és látja, hogy Trish-t a Raftba viszik. Kith szakít Hogarth-tal. Costa bemutatkozik Eriknek, és felajánlja neki, hogy a rendőrséggel dolgozhat. Jones megpróbál Mexikóba utazni, de miután meghallja Kilgrave hangját, aki azt mondja neki, hogy mindenkit hagyjon hátra, meggondolja magát, és úgy dönt, hogy New Yorkban marad. |     |                                                                                |                    |                                   |                                   |

## Fogadtatás
Az IMDb oldalán 8 pontot ért el a maximális 10-ből, míg a TV.com oldalán 8.5 pontot ért el.